# Œ
Œ ou œ é uma ligadura do alfabeto latino usada na língua francesa, no inglês, no latim medieval e moderno, e na língua nórdica antiga. Uma ligadura de o + e. É usada no Alfabeto Fonético Internacional em sua forma maiúscula para representar a vogal anterior aberta arredondada, e em sua forma minúscula para representar a vogal anterior semiaberta arredondada.
Não é considerado uma letra, ao contrário de Æ.
Exemplos de palavras do francês moderno que utilizam œ:
phœnix
pœcile
cœurse
cœnure
cœlome
œuvres
œuvrer
œstrus
œstral
œrsted
œillet
œchslé
Embora a ligadura œ se encontre num número limitado de palavras eruditas oriundas do latim, também é encontrado em algumas palavras do e uso extremamente comum:
bœuf (boi / vitela)
cœur (coração)
nœud (nó)
œuf (ovo)
sœur (irmã)
vœu (voto [de felicidade])